# NGC 7445
NGC 7445 је елиптична галаксија у сазвежђу Андромеда која се налази на NGC листи објеката дубоког неба.
Деклинација објекта је + 39° 6' 29" а ректасцензија 22h 59m 22,4s. Привидна величина (магнитуда) објекта NGC 7445 износи 14,6 а фотографска магнитуда 15,6. NGC 7445 је још познат и под ознакама MCG 6-50-15, CGCG 515-16, NPM1G +38.0473, PGC 70178.